# Hjalmar Siilasvuo
Hjalmar Fridolf Siilasvuo (do 1936 Strömberg, ur. 18 marca 1892 w Helsinkach, zm. 11 stycznia 1947 w Liminki) – fiński generał. Jeden z bardziej znanych dowódców w czasie wojny zimowej, wojny kontynuacyjnej oraz wojny lapońskiej (w tej ostatniej jako głównodowodzący).  Ojciec generała Ensio Siilasvuo.
Jako pułkownik dowodził obroną Kuhmo oraz w bitwie pod Suomussalmi.

## Odznaczenia
Odznaczony następującymi odznaczeniami
- Krzyż Wielki Orderu Krzyża Wolności
- I Klasa z Gwiazdą Orderu Krzyża Wolności
- Krzyż Mannerheima II klasy
- I Klasa Orderu Krzyża Wolności
- II Klasa Orderu Krzyża Wolności
- IV Klasa Orderu Krzyża Wolności
- Order Zasługi Orła Niemieckiego IV klasy z mieczami
- Krzyż Żelazny I klasy
- Krzyż Żelazny II klasy
- Krzyż Honorowy dla Walczących na Froncie
- Komandor Orderu Miecza